# Halbinsel Hoo
Die Halbinsel Hoo (englisch Hoo Peninsula) ist eine Halbinsel in der Unitary Authority Medway in England. Sie liegt zwischen den Mündungstrichtern der Flüsse  Themse und Medway nördlich des Borough of Medway. Der Name rührt von der altenglischen Bezeichnung für „schmales Landstück“ her.

## Geographie
Die Halbinsel besteht aus Sand- und Lehmhügeln, die von einer größeren Fläche Marschland umgeben sind.
Hoo gilt als Paradies für Vögel und Vogelliebhaber.

## Orte auf der Halbinsel Hoo
Orte auf der Halbinsel Hoo sind Allhallows, Cliffe, Cliffe Woods, Cooling, Grain, High Halstow, Hoo St. Werburgh, St. Mary Hoo und Stoke.

## Verschiedenes
Auf der Halbinsel befinden sich mehrere Kraftwerke, insbesondere auf der Isle of Grain. Dort wurde in den letzten Jahrzehnten auch ein Tiefwasserhafen gebaut, der London Thamesport. Cliffe (Kent) ist als Standort eines neuen Großflughafens vor den Toren Londons im Gespräch.